# Henry Goldsmith
Henry Mills Goldsmith (ur. 22 lipca 1885 w Plympton, zm. 9 maja 1915 we Fromelles) – brytyjski wioślarz i oficer, brązowy medalista olimpijski.
Kształcił się w Sherbourne School i Jesus College University of Cambridge. Dwukrotnie brał udział w The Boat Race: w latach 1906 i 1907 odnosił zwycięstwa.
Wystąpił na igrzyskach olimpijskich w Londynie w 1908 roku, gdzie brytyjska osada Cambridge w składzie: Frank Jerwood, Eric Powell, Oswald Carver, Edward Williams, Henry Goldsmith, Harold Kitching, John Burn, Douglas Stuart i Richard Boyle zdobyła brązowy medal. Był to jego jedyny start olimpijski.
W 1909 wstąpił do British Army. Po wybuchu I wojny światowej, jako porucznik Pułku Devonshire, wysłany Francji. Zginął w walce 9 maja 1915, w trakcie II bitwy pod Ypres, w okolicach francuskiej miejscowości Fromelles.